# 金宇中
金宇中（韓語：김우중，1936年12月19日—2019年12月9日），韓國企業家，大宇集团创始人，以500万韩圆创业成立大宇实业株式会社，只用30多年的时间就将大宇发展成为大型综合性跨国公司，人稱“速成财阀”、“金宇中神话”:432。他曾因在短时间使收购的濒临倒闭企业扭亏为盈，而獲授“韩国最优秀经营人”称号:420。1984年，他获得了国际商会第28届大会“国际企业家奖”（有「经营学诺贝尔奖」之稱），成为首位获此殊荣的亚洲人。1987年，又入选美国《财富》杂志“1986年最有魅力的50名企业家”:93。1993年，他提出“世界经营”的口号，在世界范围大举收购企业进行扩张，但在亚洲金融危机的冲击下却因短期债务危机而一夜之间破产:420。

## 生平
金宇中1936年12月19日出生于韩国大邱的书香门第家庭，父母都毕业于高等学府。金宇中在家中排行第4，上有3个哥哥，下有1个弟弟和1个妹妹。1945年，金宇中就读于大邱德山国民学校3年级，后随父亲到汉城（今首爾），转学到寿松国民学校，小学毕业后升入京畿中学。1950年朝鲜战争爆发后，金宇中的家境变得衰落。为了补给家里，他卖过冷饮，做过萝卜生意，当过报童。家境稍有好转后，他返回汉城读完了中学。1956年，金宇中考入延世大学商学院。为了给他筹学费，他的母亲卖掉了房子。由于家庭经济困难，他在大学读书的费用是汉城实业株式会社社长金容顺资助的。因此，他大学毕业后进入汉城实业株式会社工作。:419
1967年3月22日，金宇中与大都纤维株式会社社长都再焕，以及好友李雨馥、赵东济、金尚重一起创立纺织品外贸公司“大宇实业株式会社”（大宇集团的前身）。仅短短8年，大宇实业就“神话般突变”发展壮大起来，人称“金宇中神话”。金宇中则得到“速成财阀”之稱。1976年，金宇中冒着巨大风险收购了亏损40年的“韩国机械”，并仅用一年多时间就使之扭亏为盈。他因此名声大振，獲授“韩国最优秀经营人”称号。之后，他又先后收购了制铁化学、新韩汽车、玉浦造船厂等多家濒临倒闭的企业，并使其扭亏为盈。1978年大宇对外出口已经跃居韩国首位。1982年，创业仅15年的金宇中就成为韩国仅次于郑周永和李秉喆的第三大财阀。1993年，他提出“世界经营”的口号，每天工作15小时以上，一年有三分之二的时间在海外或飞机上度过。:420
1997年亚洲金融危机爆发后，金宇中不但不收缩战线，反而继续举债扩张，不断并购企业。大宇集团最终因短期债务危机而宣布破产。1999年10月，金宇中以“去中国烟台参加汽车零部件厂的竣工仪式”为由前往中国，后经中国逃亡。他声称“这是因为债权银行和大宇集团的职员认为大宇集团的首领留在国内会影响大宇集团接受整改，所以要求我到国外回避这件事情”。而他在接受美国《财富》杂志采访时说是“金大中等韩国政府要员要求他离开的”。2005年5月14日，金宇中结束了五年多的海外逃亡生活，从越南河内乘机回到韩国。在仁川国际机场入境时被韩国检察机关逮捕并接受相关调查。2006年5月30日，韩国首尔中央地方法院判决金宇中为大宇集团伪造20万亿韩圆的假账，从金融机构骗取9.8亿韩圆贷款，以及向国外转移财产等罪名成立，判决他10年有期徒刑，并追征21.4454兆韩圆资金，罚款1000万韩圆。2006年11月3日，法院进行了二审公开判决，判处他8年零6个月有期徒刑，并追徵17.9253兆韩圆资金，罚款1000万韩圆。2007年12月31日，卢武铉特赦了包括金宇中在内等75名政界和商界人士。:420-421
2019年12月9日晚11点50分因病去世，享寿83岁。

## 家庭
- 父亲：金容河，曾在大邱师范学院执教10年，韩国光复后担任大邱师范学院校长，並兼任龙山中学校长。
- 母亲：全仁恒，籍贯全州，出生书香门第，基督徒。
  - 妻子：郑嬉子（1940年2月2日-），汉阳大学建筑學系毕业，曾担任大宇开发公司会长，同时兼任韩国希尔顿酒店董事长。
    - 长子：金善载（1967年1月7日-1990年），1990年在美国波士顿大学留学期间到机场送郑嬉子回国后，在返回途中遭遇车祸去世，年仅23岁。郑嬉子在1991年5月18日为纪念他成立了“善载美术馆”。
    - 次子：金善协（1969年8月15日-），大宇家族高尔夫球场和酒店的管理人，其妻是锦湖集团已故会长朴定求之女。
    - 三子：金善镕（1975年3月21日-），毕业于哈佛大学经济學系，早年曾在越南经商。
    - 女儿：金善廷（1965年5月18日-），金宇中利水化学公司市值20亿韩圆股份的继承者，并嫁给了利水化学的总裁，但从未经商。美术专业，依母亲意愿担任“善载美术馆”副馆长，但最终还是离开大宇韩国美术学院任教授，业余时间担任韩国一些重要海外展览活动的独立策展人。